# Гай Цецилий Страбон
Гай Цецилий Страбон (на латински: Gaius Caecilius Strabo; † 117 г.) е сенатор и политик на Римската империя през края на 1 и началото на 2 век.
През 105 г. е суфектконсул заедно с Марк Виторий Марцел. Той е в колегията арвалски братя от 101 г.